# 남부민초등학교
남부민초등학교(南富民初等學校)는 대한민국 부산광역시 서구 남부민동에 있는 공립 초등학교로, 이 학교는 일제 시대 때였던 1932년 9월 11일에 첫 개교되었다.

## 연혁
- 1932년 9월 11일 남부민공립보통학교 개교
- 1938년 4월 1일 남부민공립심상소학교로 변경
- 1941년 4월 1일 남부민공립국민학교로 변경
- 1946년 4월 18일 토성국민학교 분리
- 1953년 7월 13일 송도국민학교 분리
- 1973년 3월 1일 천마국민학교 분리
- 1994년 4월 10일 학교 급식 실시
- 1996년 3월 1일 남부민초등학교로 개칭
- 1997년 9월 1일 병설유치원 개원(2학급)
- 1998년 1월 31일 학교 전산망 구축
- 2000년 6월 1일 학교 홈페이지 오픈
- 2002년 5월 22일 학교 재개발 확정
- 2002년 12월 20일 교실 냉난방 시설 완공
- 2004년 9월 6일 가설교사 건축공사 개시
- 2006년 12월 11일 재건축 교사 준공식
- 2007년 4월 10일 화단 울타리 설치
- 2007년 9월 14일 남부민 역사관 개관
- 2009년 3월 1일 제25대 홍성희 교장 취임
- 2013년 3월 1일 제26대 정귀남 교장 부임
- 2014년 2월 17일 제78회 졸업식(87명, 누계 34047명)
- 2014년 2월 28일 급식실 도시가스 시설공사
- 2014년 3월 1일 본교 14학급(특수 1), 병설유치원 2학급 편성
- 2015년 2월 17일 제79회 졸업식(72명, 누계 34219명)
- 2015년 3월 1일 본교 13학급(특수 1), 병설유치원 2학급 편성
- 2016년 2월 19일 제80회 졸업식(43명, 누계 34262명)
- 2016년 3월 1일 본교 13학급(특수 1), 병설유치원 2학급 편성
- 2017년 2월 17일 제81회 졸업식(48명, 누계 34210명)
- 2017년 3월 1일 제26대 이미림 교장 취임
- 2017년 3월 1일 본교 13학급(특수 1), 병설유치원 2학급 편성

## 참고 자료
- 남부민초등학교 - 한국교육학술정보원 학교알리미